# Jag vill sätta världen i rörelse
Jag vill sätta världen i rörelse är en Selma Lagerlöf-biografi från 2019 av den svenska författaren Anna-Karin Palm. Boken tilldelades Lotten von Kraemers pris från Samfundet De Nio. Den var även nominerad till Augustpriset, Dagens Nyheters kulturpris och Stora fackbokspriset.